# マナス県
マナス県（マナス-けん）は、中華人民共和国新疆ウイグル自治区昌吉回族自治州に位置する県。
県名はここを流れるマナス川による。「マナス」はモンゴル語で、巡礼者の意味である。

## 行政区画
7鎮、1郷、3民族郷を管轄：
- 鎮：マナス鎮（瑪納斯鎮）、楽土駅鎮、包家店鎮、涼州戸鎮、北五岔鎮、六戸地鎮、蘭州湾鎮
- 郷：広東地郷
- 民族郷：シュンドゥッコズ・カザフ族郷（清水河子哈薩克族郷）、タスルカイ・カザフ族郷（塔西河哈薩克族郷）、旱卡子灘カザフ族郷